# Erwin Bauer
Erwin Bauer (Stuttgart, 1912. július 17. – Köln, 1958. június 3.) német autóversenyző.

## Pályafutása
1953-ban részt vett a Formula–1-es világbajnokság német versenyén. A futamon már az első körben kiesett.
1958. június 3-án, egy a Nürburgringen rendezett viadalon vesztette életét.

## Eredményei

### Teljes Formula–1-es eredménysorozata
(Táblázat értelmezése)

(Félkövér: pole-pozícióból indult; dőlt: leggyorsabb kört futott) 

| Év   | Csapat      | Modell     | Motor              | 1   | 2   | 3   | 4   | 5   | 6   | 7      | 8   | 9   | Helyezés | Pont |
| ---- | ----------- | ---------- | ------------------ | --- | --- | --- | --- | --- | --- | ------ | --- | --- | -------- | ---- |
| 1953 | Erwin Bauer | Veritas RS | Veritas Straight-6 | ARG | 500 | NED | BEL | FRA | GBR | GER Ki | SUI | ITA | -        | 0    |

### Le Mans-i 24 órás autóverseny
| Év   | Csapat            | Autó           | Csapattárs        | Helyezés | Kiesés oka  |
| ---- | ----------------- | -------------- | ----------------- | -------- | ----------- |
| 1957 | Gottfried Köchert | Ferrari 500TRC | Gottfried Köchert | Kiesett  | Benzinpumpa |